# Masdevallia marizae
Masdevallia marizae là một loài thực vật có hoa trong họ Lan. Loài này được Luer & Rolando mô tả khoa học đầu tiên năm 2000.